# RC & FC Olympia
Rotterdamsche Cricket- en Footballclub Olympia was een amateurvoetbalvereniging uit Rotterdam, Zuid-Holland, Nederland.

## Geschiedenis
De RC & FC Olympia,vernoemd naar de Griekse stad Olympia, werd opgericht op 4 september 1886. Daarmee is het een van de oudste voetbalclubs in Nederland. Op 12 juni 1891 fuseerde de club met RC & FC Concordia tot de Rotterdamsche Cricket en Voetbal Vereniging (RC & VV).

## Vroege Uitdagingen in de Nederlandse Voetbalgeschiedenis
In de vroege geschiedenis van het Nederlandse voetbal, zoals beschreven in een oud cluborgaan van de RC & FC Olympia, werden voetballers geconfronteerd met uitdagingen en tegenstand. In 1890, tijdens een oefening bij het "Stroodorp", werden enkele spelers met stenen bekogeld, wat leidde tot een confrontatie met lokale bewoners. Ondanks de moeilijkheden en vooroordelen slaagden voetballers erin het spel populairder te maken, zelfs onder arbeiders, wat aanvankelijk niet positief werd ontvangen door sommige leiders. Er waren zorgen over de impact op werkprestaties en de mogelijkheid van ongevallen die werkgevers zouden kunnen tegenhouden. Uiteindelijk werd voetbal echter toegankelijker en populairder in Nederland.

## Resultaten
De resultaten in de drie jaren dat het in de hoogste competitie uitkwam zijn als volgt:

### 1888/89
| Positie | Club              | WG | W | G | V | P  | DS   |
| ------- | ----------------- | -- | - | - | - | -- | ---- |
| 1.      | Concordia         | 7  | 5 | 1 | 1 | 11 | 12-2 |
| 2.      | HFC               | 7  | 2 | 3 | 2 | 7  | 6-4  |
| 3.      | HVV Den Haag      | 6  | 2 | 2 | 2 | 6  | 2-2  |
| 4.      | VVA Amsterdam     | 6  | 1 | 4 | 1 | 6  | 3-3  |
| 5.      | RAP Amsterdam     | 5  | 0 | 4 | 1 | 4  | 2-3  |
| 6.      | Olympia Rotterdam | 2  | 0 | 0 | 2 | 0  | 1-8  |
| 7.      | Excelsior Haarlem | 1  | 0 | 0 | 1 | 0  | 0-4  |

### 1889/90
| Positie | Club              | WG | W | G | V | P  | DS    |
| ------- | ----------------- | -- | - | - | - | -- | ----- |
| 1.      | HFC               | 9  | 4 | 3 | 2 | 11 | 19-14 |
| 2.      | RAP Amsterdam     | 9  | 4 | 2 | 3 | 10 | 7-5   |
| 3.      | HVV Den Haag      | 8  | 2 | 5 | 1 | 9  | 16-7  |
| 4.      | Olympia Rotterdam | 7  | 2 | 4 | 1 | 8  | 6-6   |
| 5.      | Concordia         | 7  | 2 | 2 | 3 | 6  | 5-7   |
| 6.      | VVA Amsterdam     | 5  | 0 | 2 | 3 | 2  | 2-8   |
| 7.      | Excelsior Haarlem | 3  | 1 | 0 | 2 | 2  | 5-13  |

### 1890/91
| Positie | Club              | WG | W | G | V | P  | DS    |
| ------- | ----------------- | -- | - | - | - | -- | ----- |
| 1.      | HVV Den Haag      | 8  | 6 | 1 | 1 | 13 | 17-3  |
| 2.      | HFC               | 8  | 4 | 2 | 2 | 10 | 18-11 |
| 3.      | RAP Amsterdam     | 8  | 2 | 5 | 1 | 9  | 10-7  |
| 4.      | Olympia Rotterdam | 8  | 2 | 2 | 4 | 6  | 7-22  |
| 5.      | Concordia         | 8  | 0 | 2 | 6 | 2  | 1-10  |